# Herb powiatu limanowskiego
Herb powiatu limanowskiego – jeden z symboli powiatu limanowskiego, autorstwa Wojciecha Drelicharza, Zenona Piecha oraz Barbary Widłak, ustanowiony 31 lipca 2002, z powodu błędów formalnych ponownie 12 kwietnia 2006.

## Wygląd i symbolika
Herb przedstawia na tarczy w polu czerwonym złote drzewo, ponad którym ukoronowany srebrny Orzeł o dziobie i szponach złotych, z takąż przepaską przez skrzydła.